# Saison 1 d'Andor
 (janvier 2023).
Si vous disposez d'ouvrages ou d'articles de référence ou si vous connaissez des sites web de qualité traitant du thème abordé ici, merci de compléter l'article en donnant les références utiles à sa vérifiabilité et en les liant à la section « Notes et références ».
Chronologie
Saison 2 d'Andor
Cet article présente les épisodes de la première saison de la série télévisée Andor.

## Synopsis
Cinq ans avant la périlleuse mission sur la planète tropicale Scarif, Cassian Andor participe comme espion aux prémices de la résistance contre l'Empire galactique, participant à ce qui deviendra l'Alliance rebelle,.

## Épisodes
Elle est diffusée depuis le 21 septembre 2022 sur Disney+.
1. Kassa (Kassa)
2. Ce serait moi (That Would Be Me)
3. Estimation (Reckoning)
4. Aldhani (Aldhani)
5. La Hache oublie (The Axe Forgets)
6. L'Œil (The Eye)
7. L'Annonce (Announcement)
8. Narkina 5 (Narkina 5)
9. Personne n'écoute (Nobody's Listening!)
10. Une seule issue (One Way Out)
11. La Communauté des filles des colons (Daughter of Ferrix)
12. Rix Road (Rix Road)

### Épisode 1:Kassa
- Mondial : 21 septembre 2022 sur Disney+

Cinq ans avant la bataille de Yavin, Cassian Andor se rend sur la planète industrielle de Morlana One à la recherche de sa sœur disparue. Alors qu'il s'enquiert à son sujet dans un bordel, Cassian contrarie deux agents de sécurité de la corporation Pre-Mor, qui administre la planète. Une altercation s'ensuit entre eux à l'extérieur du bordel, à l'issue de laquelle Cassian tue accidentellement un officier et exécute l'autre. Cassian retourne sur la planète où il vit, Ferrix, où il tente de cacher son implication en convainquant le droïde de sa mère adoptive Maarva, B2EMO, et son ami, Brasso, de le remplacer. 
Cassian demande également à son amie Bix de le mettre en contact avec un acheteur du marché noir, car Cassian a acquis une unité Starpath, une pièce précieuse de la technologie de navigation impériale. Bix accepte et contacte l'acheteur, mais ses tentatives de cacher sa connexion avec Cassian rendent son petit-ami, Timm, méfiant. 
De retour sur Morlana One, l'inspecteur en chef Hyne de la sécurité choisit de dissimuler les meurtres des deux officiers afin d'améliorer son rapport aux autorités impériales, mais son adjoint, Syril Karn, est déterminé à résoudre l'affaire. Karn identifie le vaisseau de Cassian et le retrace jusqu'à Ferrix, et apprend d'un témoin oculaire au bordel que Cassian a dit être originaire de la planète Kenari.
Flashback

### Épisode 2:Ce serait moi
- Mondial : 21 septembre 2022 sur Disney+

Timm, toujours méfiant au sujet de la relation de Bix avec Cassian, signale Cassian à l'équipe de sécurité de Pre-Mor, qui délivre un mandat d'arrêt. Karn s'associe à Mosk, un officier tout aussi zélé que lui, pour arrêter Cassian.
B2EMO informe Cassian et Maarva du mandat, faisant paniquer Maarva. Cassian se prépare à fuir la planète. Pendant ce temps, l'acheteur de Bix, Luthen Rael, se rend à Ferrix pour obtenir l'unité Starpath.
Flashback

### Épisode 3:Estimation
- Mondial : 21 septembre 2022 sur Disney+

Rael arrive sur Ferrix et rencontre Cassian dans une usine abandonnée, celui-ci pensant qu'il est juste là pour vendre à Rael sa précieuse unité imperiale NS-9 Starpath volée. 
Karn et Mosk débarquent eux aussi sur la planète avec une douzaine d'agents de sécurité. Ils interrogent Maarva, mais elle refuse de coopérer. Karn intercepte une transmission de Cassian, identifiant ainsi sa position. Cassian veut vendre l'unité Starpath et quitter Ferrix, mais Rael essaie de le persuader de rejoindre l'Alliance rebelle, soulignant la réussite de Cassian à voler et à saboter des vaisseaux impériaux. 
Lorsque les officiers de Karn prennent d'assaut l'usine, les deux hommes s'échappent jusqu'à la maison de Maarva, où ils capturent Karn. Lorsque Bix apprend que Timm a dénoncé Cassian, elle se précipite pour l'aider, mais est arrêtée par les officiers, qui tuent ensuite Timm lorsqu'il tente d'intervenir. 
L'agent qui a tiré est renvoyé à la navette pour attendre sa sanction, mais elle est détruite après le décollage car sabotée par Brasso. Après avoir déclenché une explosion qui a tué plusieurs officiers, Rael et Cassian s'échappent de la planète, laissant derrière eux un Karn et un Mosk sidérés. Après ce fiasco, l'Empire décide de prendre le contrôle du secteur autonome géré par la Corporation et licencie Karn et Mosk.
Sur Coruscant, une réunion des superviseurs du Bureau de la Sécurité Impériale (BSI) discutent des dernières affaires. Lorsque le lieutenant Blevin, le superviseur dont la juridiction inclut Ferrix, mentionne l'incident et l'unité Starpath volée aux chantiers navals de Steergard, la lieutenante Dedra Meero, la superviseuse qui enquête sur le vol, tente d'obtenir le dossier de Ferrix afin de faire le lien avec d'autres activités rebelles et démontrer l'existence d'un réseau, mais sa requête est rejetée faute d'éléments suffisants.
Flashback

### Épisode 4:Aldhani
- Mondial : 28 septembre 2022 sur Disney+

Rael emmène Cassian sur la planète Aldhani, où il lui demande de se joindre à une mission de sabotage afin d'aider à la réussite de celle-ci. Cassian est réticent, mais finit par accepter. Rael lui demande également d'utiliser un pseudonyme parmi les rebelles et Cassian choisit « Clem », le prénom de son père adoptif. Vel, la cheffe du groupe rebelle, le présente au reste du groupe, mais garde secrète l'implication de Rael. Ils expliquent à Cassian qu'ils prévoient de voler la paie trimestrielle de tout un secteur impérial conservée dans une garnison située à l'intérieur d'un barrage, en profitant d'un phénomène céleste rare d'Aldhani pour s'échapper, puisque leur vaisseau d'évasion est lent.

### Épisode 5:La Hache oublie
- Mondial : 5 octobre 2022 sur Disney+

Sur Aldhani, « Clem » cache son passé à ses compagnons rebelles, ce qui fait que la plupart d'entre eux, en particulier Arvel Skeen, se méfient de lui. Taramyn Barcona forme Cassian et les autres rebelles pour le braquage prévu. Alors qu'il se rend à la garnison impériale d'Aldhani, Cassian finit par avouer qu'il est un mercenaire. Vel décide de poursuivre la mission et de ne pas se préoccuper du passé de « Clem » jusqu'à ce qu'ils aient atteint leurs objectifs.Pendant ce temps, le lieutenant Gorn, un officier impérial déçu par l'Empire, aide secrètement l'équipe de Vel.

### Épisode 6:L'Œil
- Mondial : 12 octobre 2022 sur Disney+

Aidés par Gorn, les rebelles ont réussi à infiltrer la garnison en se faisant passer pour une escouade d'escorte du commandant Jayhold Beehaz, le responsable de la garnison. Ils prennent la famille de Beehaz en otage et le forcent à leur donner accès au coffre-fort de la paie de la garnison. Alors qu'ils chargent les crédits sur un cargo impérial, l'opérateur radio de la garnison intercepte par hasard leurs communications et met en alerte les forces impériales qui tentent de stopper le braquage; dans la fusillade qui s'ensuit, Taramyn et Gorn sont tués, tandis que Cinta est contrainte de rester sur place, de sorte que seuls Cassian, Skeen, Vel et Nemik s'échappent d'Aldhani. Mais Nemik est percuté par les caisses de crédits par l'accélération du démarrage et est gravement blessé. Les braqueurs, s’enfuyant dans la pluie de météorite, appelée l'"oeil d'Aldhani", sèment les chasseurs impériaux à leur poursuite.

### Épisode 7:L'Annonce
- Mondial : 19 octobre 2022 sur Disney+

Sur Coruscant, Karn commence un nouvel emploi au Bureau des Standards. Alors que le BSI se voit octroyer des prérogatives de surveillance et de répression quasi-illimitées à la suite des évènements d'Aldhani, Meero est contestée par Blevin pour avoir enfreint le protocole d'accès aux données sur les vols des installations impériales. Elle persuade ses supérieurs de la valeur de son travail et se voit confier la surveillance de Ferrix. L'assistante de Rael, Kleya, rencontre Vel sur Coruscant afin de lui demander de trouver et tuer Cassian pour l'empêcher de révéler l'identité de Rael.
Mon Mothma rencontre un vieil ami lors d'un dîner mondain et l'approche pour qu'il l'aide à accéder aux fonds de sa famille, sans entrer dans le détail de ses objectifs. Pendant ce temps, Cassian retourne à Ferrix afin de régler ses anciennes dettes et apprend de Bix que la communauté le blâme pour la répression que connaît leur planète. Cassian tente sans succès d'amener Maarva à quitter Ferrix avec lui.

### Épisode 8:Narkina 5
- Mondial : 26 octobre 2022 sur Disney+

À la suite de sa condamnation, Cassian est conduit sur la planète Narkina 5 et affecté à un camp de travail. Comme des centaines d'autres prisonniers, son existence se résume désormais à cette usine-prison. Cassian apprend également que les peines des prisonniers ont été allongées après les événements d'Aldhani.
De leur côté, Vel et Cinta se sont rendues sur Ferrix pour tenter de le retrouver. Lorsque Maarva tombe malade, Bix tente de contacter Luthen pour lui demander où se trouve Cassian, mais Luthen décide de ne pas répondre. Les forces impériales, dirigées par Meero, finissent par arrêter Bix à cause de cet appel.

### Épisode 9:Personne n'écoute
- Mondial : 2 novembre 2022 sur Disney+

Ulaf, un membre âgé de l'équipe de travail de Cassian dans la prison, est euthanasié par un médecin car il ne peut plus travailler efficacement après un accident vasculaire cérébral. Le médecin confirme discrètement à Cassian et au contremaître Kino les rumeurs du meurtre de centaines des prisonniers de tout un niveau : un prisonnier qui venait apparemment d'être libéré a été renvoyé dans un autre niveau, forçant le personnel pénitentiaire à en tuer tous les prisonniers pour dissimuler l'erreur. Cassian et Kino se rendent compte que la prison ne les laissera jamais partir, convainquant finalement Kino de se joindre au plan de Cassian pour s'évader avec leurs autres camarades prisonniers.

### Épisode 10:Une seule issue
- Mondial : 9 novembre 2022 sur Disney+

Kino et les prisonniers de l'atelier 5 exécutent le plan de Cassian pour s'échapper. Ils attendent l'arrivée du remplaçant d'Ulaf pour provoquer une fuite dans les toilettes afin de court-circuiter le réseau électrique. Le courant désactivé, ils parviennent alors à submerger les gardes, récupérer des armes et assiéger le complexe. Celui-ci est rapidement contrôlé et tous les prisonniers se libèrent sous l'exhortation de Kino qui s'adresse à eux à travers les haut-parleurs. Ils parviennent finalement à plonger dans la mer en direction des terres voisines, sauf Kino qui ne sait pas nager. Cassian et Ruescott Melshi se retrouvent seuls sur une plage de Narkina 5.

### Épisode 11:La Communauté des filles des colons
- Mondial : 16 novembre 2022 sur Disney+

Maarva meurt, entraînant l'organisation d'une cérémonie funéraire sur Ferrix, que Meero autorise dans l'espoir d'éradiquer une bonne fois pour toutes l'activité rebelle dans la région. Vel informe Kleya au sujet de Maarva et apprend que Mon a accepté à contrecœur de marier sa fille afin d'obtenir un financement par l'intermédiaire de Sculdun. Karn apprend également les funérailles de Maarva par le biais de Mosk et prévoit de retrouver Andor lui-même. Gerrera décide d'aller prêter main-forte à Kreegyr pour attaquer Spellhaus, mais en est dissuadé par Luthen, qui l'informe que le BSI est au courant de l'assaut imminent et que venir en aide à Kreegyr leur ferait comprendre qu'il y a une taupe dans leurs rangs. 

### Épisode 12:Rix Road
- Mondial : 23 novembre 2022 sur Disney+

Cassian retourne sur Ferrix pour assister aux funérailles de Maarva et apprend par Brasso l'emprisonnement de Bix. Meero et la garnison impériale locale se préparent à utiliser les funérailles pour appréhender Andor, tandis que Luthen prévoit de tuer Cassian en profitant de l'embuscade impériale, avec l'aide de Vel et Cinta. Mon continue d'être surveillée par le BSI, qui parvient par ailleurs à déjouer l'attaque de Kreegyr mais ne laisse aucun prisonnier, ce qui irrite profondément Meero, qui espérait avoir des prisonniers à interroger. 
Durant les funérailles, B2EMO diffuse un enregistrement de Maarva, qui exhorte la population à se soulever contre l'Empire, ce qui déclenche une émeute dans l'artère principale. Au milieu de toute cette agitation, Cassian libère Bix, tandis que Karn sauve Meero d'un lynchage. Cassian rejoint B2EMO, Brasso et quelques autres à l'écart du tumulte et leur confie Bix avant qu'ils ne quittent la planète, lui restant sur place. Son plan ayant été contrecarré par les évènements, Luthen retourne sur son vaisseau, où Cassian l'attend. Ayant compris que Luthen était là pour l'assassiner, Cassian propose à Luthen de le tuer ou de l'emmener avec lui, ce à quoi Luthen sourit. 
Scène post-générique